# Cal·lianàssids
Els cal·lianàssids (Callianassidae) són una família de crustacis decàpodes de l'infraordre Axiidae, que inclou espècies de gambes bentòniques poc conegudes perquè no tenen tant interès comercial. Algunes viuen en caus o enterrades en el fang i d'altres s'amaguen entre les algues i les pedres.
Tenen el cos deprimit dorsoventralment i els pleopodis reduïts, que no serveixen per nedar. L'abdomen és gran, simètric i normalment arquejat sobre si mateix cap al costat ventral i sempre amb uropodis, que no presenten sutura o només una sutura incompleta als exopodis. Les pleures abdominals molt reduïdes.

## Subfamílies i gèneres
Callianassidae està constituït per 38 gèneres:
- Arenallianassa Poore, Dworschak, Robles, Mantelatto & Felder, 2019
- Biffarius  R.B. Manning & Felder, 1991
- Brecanclawu Schweitzer & Feldmann, 2001
- Callianassa  Leach, 1814
- Caviallianassa  Poore, Dworschak, Robles, Mantelatto & Felder, 2019
- Cheramoides  K. Sakai, 2011
- Cheramus  Bate, 1888
- Comoxianassa Schweitzer, Feldmann, Ćosović, Ross & Waugh, 2009
- Coriollianassa  Poore, Dworschak, Robles, Mantelatto & Felder, 2019
- Cowichianassa Schweitzer, Feldmann, Ćosović, Ross & Waugh, 2009
- Eoglypturus Beschin, De Angeli, Checchi & Zarantonello, 2005
- Filhollianassa  Poore, Dworschak, Robles, Mantelatto & Felder, 2019
- Fragillianassa  Poore, Dworschak, Robles, Mantelatto & Felder, 2019
- Gilvossius  R.B. Manning & Felder, 1992
- Jocullianassa  Poore, Dworschak, Robles, Mantelatto & Felder, 2019
- Lipkecallianassa  K. Sakai, 2002
- Melipal Schweitzer & Feldmann, 2006
- Necallianassa  Heard & R.B. Manning, 1998
- Neotrypaea  R.B. Manning & Felder, 1991
- Notiax  R.B. Manning & Felder, 1991
- Paratrypaea  Komai & Tachikawa, 2008
- Pleuronassa Ossó-Morales, Garassino, Vega & Artal, 2011
- Poti  Rodrigues & R.B. Manning, 1992
- Praedatrypaea  Poore, Dworschak, Robles, Mantelatto & Felder, 2019
- Protocallianassa Beurlen, 1930
- Psammionassa Schweitzer, Feldmann, Kues & Bridge, 2017
- Pugnatrypaea  Poore, Dworschak, Robles, Mantelatto & Felder, 2019
- Rathbunassa Hyžný, 2013
- Rayllianassa  Komai & Tachikawa, 2008
- Rudisullianassa  Poore, Dworschak, Robles, Mantelatto & Felder, 2019
- Scallasis  Bate, 1888
- Spinicallianassa  Poore, Dworschak, Robles, Mantelatto & Felder, 2019
- Tastrypaea  Poore, Dworschak, Robles, Mantelatto & Felder, 2019
- Trypaea  Dana, 1852
- Turbiocheir  Schweitzer, Feldmann, Casadío & Rodriguez Raising, 2012
- Vecticallichirus  Quayle & Collins, 2012
- Vegarthron  Schweitzer & Feldmann, 2002